# Rhamphomyia oedimana
Rhamphomyia oedimana är en tvåvingeart som beskrevs av Bartak 2002. Rhamphomyia oedimana ingår i släktet Rhamphomyia och familjen dansflugor.
Artens utbredningsområde är Idaho. Inga underarter finns listade i Catalogue of Life.